# 約翰·庫柏
約翰·蘭德隆·庫柏（英語：John Landrum Cooper，1975年4月7日—），美國男音樂家、歌手和詞曲作家。自1996年以來便一直是福音搖滾樂團混合方程式的主唱、貝斯手和聯合創始人，也是唯一不變的成員；2018年起還成立了副項目與怒搏鬥（Fight the Fury）。

## 生平
約翰·庫柏生於田納西州孟菲斯；來自音樂世家，母親是教堂的鋼琴老師和歌手。庫柏很小的時候就開始唱歌，18歲左右彈吉他，19歲彈貝斯。庫柏曾多次表示，自己在非常虔誠的家庭和氛圍中生長，家裡不允許聽搖滾樂：「你不能穿黑色，不能聽任何有鼓、吉他的東西，你不能留長髮，這也不能做、那也不能做，一切都是如此毫無生氣。就我所知讀過的讀過聖經，然後就像......『這並非聖經所言，我喜歡為耶穌而活的想法，但我討厭為你而活的想法。』你懂嗎？」
1989年至1995年間曾短暫加入實驗搖滾樂團熾天使（Seraph），擔任主唱。樂團解散前曾發行收錄四首歌曲的迷你專輯《沉默E.P.》（Silence E.P.）。在牧師的鼓勵下，他和以前的樂團巡演時認識的肯·斯泰爾茨組建自己的樂團作為副業，此前的斯泰爾茨則是緊急哭泣（Urgent Cry）的吉他手。1996年，兩人合作成立混合方程式樂團；「混合方程式」名稱來自他們不同風格的搖滾音樂。不久之後，泰瑞·麥克盧金（Trey McClurkin）作為臨時鼓手加入樂團。當他們收到主要基督教唱片公司前線唱片公司的興趣並快速簽約時，三人只在一起了一個月。斯泰爾茨與麥克盧金分別於1999年和2000年退出樂團，使庫柏成為混合方程式唯一的創始成員和主要詞曲作家。
除了混合方程式的音樂外，庫柏也參與演唱了托比麥克專輯《今晚》的同名主打歌，該專輯在熱門基督教歌曲排行榜上名列第27位。2010年發掘我們作為人類，除了在他們的歌曲〈殭屍〉（Zombie）參與演唱，還客串演出〈反擊〉（Strike Back）MV。

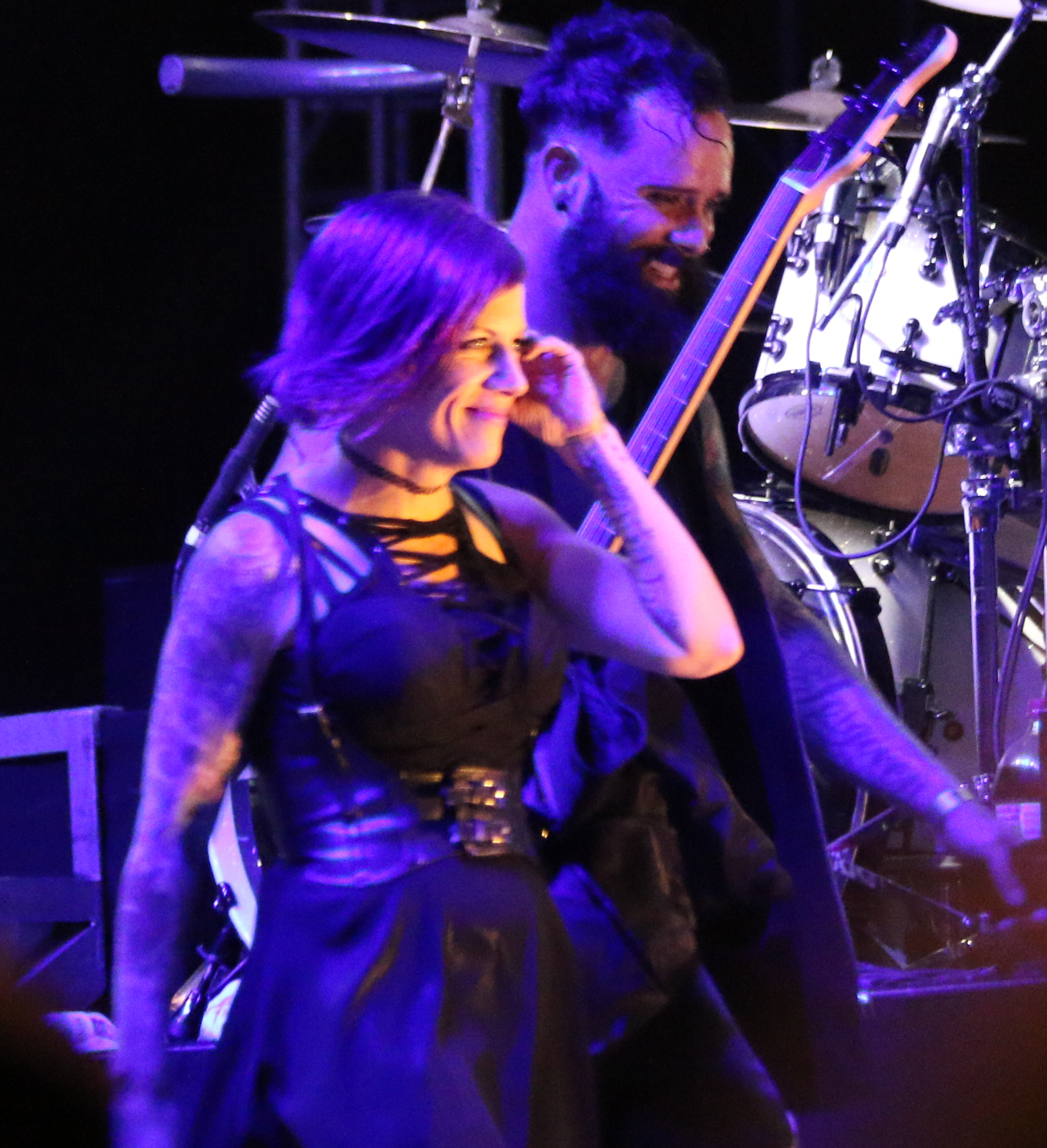
庫柏與妻子柯瑞（攝於2017年）

他與混合方程式的柯瑞·庫柏（Korey Cooper，节奏吉他手、鍵盤及和聲）結婚，育有兩個孩子。
庫柏2018年9月成立了副項目與怒搏鬥（Fight the Fury），希望樂隊能夠滿足那些喜歡混合方程式重金屬音樂者的需求。樂團2018年晚期在大西洋唱片公司發行了一張迷你專輯，然後於12月俄羅斯巡迴演出。截至2018年10月27日，他們已發行了五首歌曲。

## 影響
庫柏最喜歡的低音吉他手是克里斯·思奎爾和道格·派尼克。

## 外部連結
- 約翰·庫柏的X（前Twitter）
- 約翰·庫柏的Instagram帳戶